# داريو كامباجنا
داريو كامباجنا (بالإيطالية: Dario Campagna)‏ هو لاعب كرة قدم إيطالي في مركز الدفاع، ولد في 30 يناير 1988 في تورينو في إيطاليا. لعب مع نادي بياتشينزا ونادي فينيزيا ونادي كريمونيسي وهيلاس فيرونا ويوفنتوس.